# Giorgio Orelli

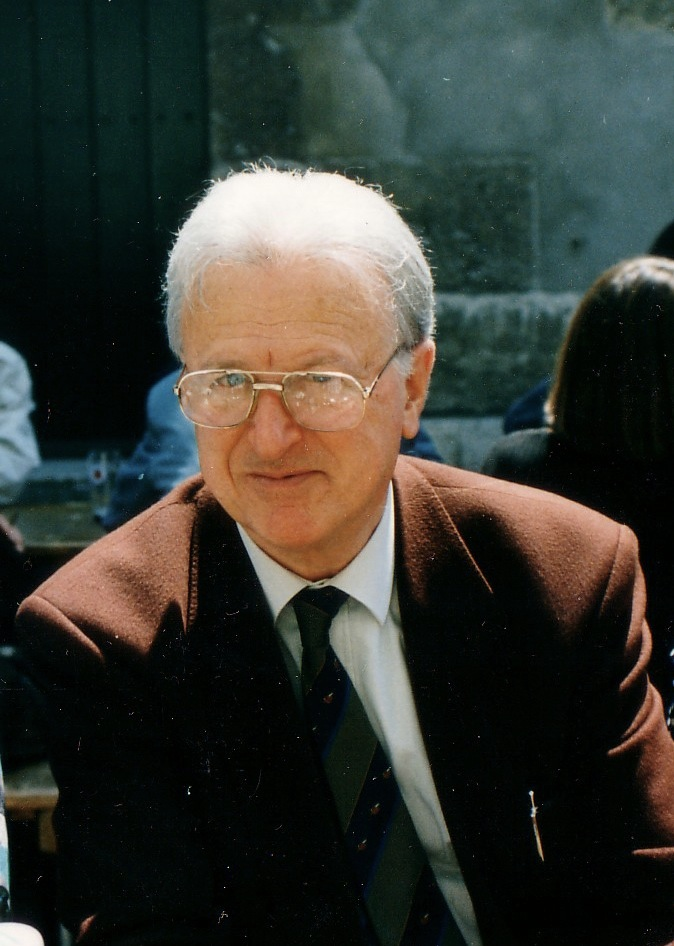
Giorgio Orelli (1994) an den Solothurner Literaturtagen

Giorgio Orelli  (* 25. Mai 1921 in Airolo, Kanton Tessin; † 10. November 2013 in Ravecchia, Kanton Tessin) war ein Schweizer Schriftsteller, Literaturkritiker und Übersetzer.

## Leben
Giorgio Orelli war ein Cousin des Tessiner Romanciers und Lyrikers Giovanni Orelli. Nach seinem Studium in Freiburg zog Giorgio Orelli nach Bellinzona, wo er bis 1982 als Lehrer für Italienische Literatur tätig war, zunächst an der Scuola cantonale di commercio (Kantonale Handelsschule), an welcher auch der Dichter Pericle Patocchi unterrichtete, später auch am Liceo cantonale (Kantonsschule).
Von seinen Werken – vorwiegend Lyrik und Essays – wurde ein Grossteil seiner Gedichte ins Deutsche übersetzt. Orelli selbst übersetzte 1957 eine Auswahl von Gedichten Goethes und 1975 Gedichte von Andri Peer ins Italienische.
Zu seinem 80. Geburtstag vertonte Hans Ulrich Lehmann 2001 Gedichte unter dem Titel Partita di ritorno su poesie di Giorgio Orelli, ein Werk für Bariton, Bassklarinette und Violoncello. Weitere Interpreten von Orellis Gedichten waren u. a. Lucio Dalla.
In Prato Leventina wurde 2014 der Dorfplatz in «Piazza Giorgio Orelli» umbenannt, und seit 2018 verleiht die Stadt Bellinzona den «Premio Giorgio Orelli - Città di Bellinzona» wechselweise an einen Lyriker oder einen Literaturkritiker.  

## Publikationen

### Gedichte
- Né bianco né viola. Collana di Lugano, Lugano 1944.
- Prima dell’anno nuovo. Leins e Vescovi, Bellinzona 1952.
- Poesie. Edizioni della Meridiana, Mailand 1953.
- Nel cerchio familiare. Scheiwiller, Mailand 1960.
- L’ora del tempo. Arnoldo Mondadori Editore, Mailand 1962.
- 6 poesie. Scheiwiller, Mailand 1964.
- 5 poesie. Mit 5 Siebdrucken von Madja Ruperti. San Nazzaro 1973.
- Sinopie. Arnoldo Mondadori Editore, Mailand 1977.
- Spiracoli. Arnoldo Mondadori Editore, Mailand 1989.
- Il collo dell’anitra. Garzanti, Mailand 2001.
- Tutte le poesie. Arnoldo Mondadori «Oscar poesia», Mailand 2015.

### Prosa
- Un giorno della vita. Lerici, Mailand 1960.
- Pomeriggio bellinzonese. In: Luci e figure di Bellinzona negli acquerelli di William Turner e nelle pagine di Giorgio Orelli. Casagrande, Bellinzona 1978.

### Essays
- Accertamenti verbali. Bompiani, Mailand 1978.
- Quel ramo del Lago di Como. Casagrande, Bellinzona 1982 und 1990.
- Accertamenti montaliani (über Eugenio Montale). Il Mulino, Bologna 1984.
- Il suono dei sospiri. Einaudi, Turin 1990.
- Foscolo e la danzatrice. Pratiche, Parma 1992.
- La qualità del senso. Dante, Ariosto e Leopardi. Casagrande, Bellinzona 2012.

### Werke (auf Deutsch)
- Rückspiel – Partita di ritorno. Gedichte italienisch und deutsch. Ausgewählt und übersetzt von Christoph Ferber. Mit einem Gespräch zwischen Giorgio Orelli und Alice Vollenweider und einem Nachwort von Maria Antonietta Grignani. Limmat Verlag, Zürich 1998; 2. korrigierte Auflage 1999, ISBN 3-85791-318-5.
- Sagt es den Amseln – Ditelo ai merli. Gedichte italienisch und deutsch. Ausgewählt und übersetzt von Christoph Ferber. Mit einem Nachwort und einem Gespräch mit Giorgio Orelli von Pietro De Marchi. Limmat, Zürich 2008, ISBN 978-3-85791-556-7.
- Un giorno della vita. Erzählungen italienisch und in der deutschen Übersetzung von Julia Dengg. Limmat Verlag, Zürich 2014, ISBN 978-3-85791-704-2.

## Preise
- 1974: Gesamtwerkspreis der Schweizerischen Schillerstiftung
- 1988: Grosser Schillerpreis
- 2002: Premio Bagutta für Il collo dell’anitra